# 小秦淮河
小秦淮河是中国江苏省扬州市纵贯古城中心区的一条河流，南北走向，旧称新城市河，全长2公里，北到北城河，南到龙头关，汇入运河。
小秦淮河原系明初所筑扬州旧城东侧的护城河，16世纪向东展筑扬州新城之后，遂演变为介于旧城与新城之间的城内河道。
明、清两代，小秦淮河为著名景观游览性河道，多有画舫往来，岸上多店铺、茶楼。新旧两城商贾、士绅从此登船，可前往郊外瘦西湖、平山堂等处游览。
今日，小秦淮河上保存有十座古桥，如北水关桥、大东门桥、务本桥、萃园桥、小虹桥、新桥、公园桥、小东门桥、如意桥、龙头关等，均为砖拱桥。